# Haplocladium discolor
Haplocladium discolor är en bladmossart som beskrevs av Brotherus 1907. Haplocladium discolor ingår i släktet Haplocladium och familjen Thuidiaceae. Inga underarter finns listade i Catalogue of Life.